# 长叶胡颓子
长叶胡颓子（学名：Elaeagnus bockii）为胡颓子科胡颓子属下的一个种。

## 扩展阅读
- 維基物種上的相關：长叶胡颓子